# Kuźnica (Jastarnia)
Kuźnica (kaschubisch Kùsfeld; deutsch Kußfeld, früher Kusfeld) ist ein Dorf in der Stadt-und-Land-Gemeinde Jastarnia (Heisternest) im Powiat Pucki der polnischen Woiwodschaft Pommern.

## Geographische Lage
Der Ort liegt im ehemaligen Westpreußen, an der Ostsee, auf einem der engsten Abschnitte der Halbinsel Hel zwischen den Orten Chałupy und Jastarnia, etwa 35 Kilometer (Luftlinie) nördlich von Danzig.
Hier ist der Landstreifen zwischen der offenen Ostsee und der Danziger Bucht kaum 200 Meter breit. Bei Winterstürmen kann das Land von Seiten der offenen Ostsee überschwemmt werden.
Zwischen Kuźnica und Jastarnia erhebt sich die höchste Düne der Halbinsel Hel. Die Düne Libek erreicht eine Höhe von über 12,5 Metern. Der Name geht auf das Schiff Lübeck zurück, das hier höchstwahrscheinlich im 17. Jahrhundert auf eine Sandbank auffuhr und sank.

## Geschichte

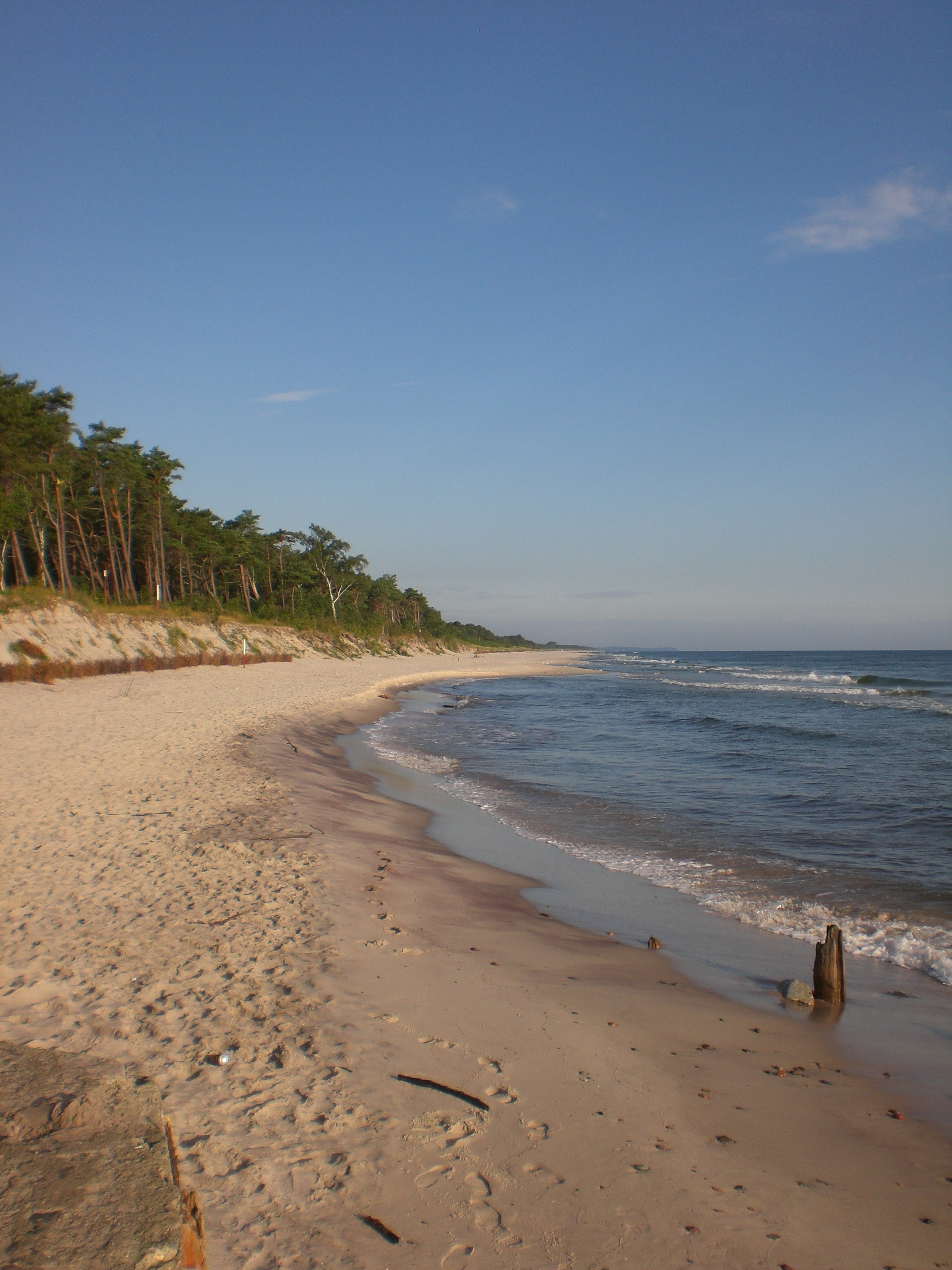
Strand bei Kuźnica

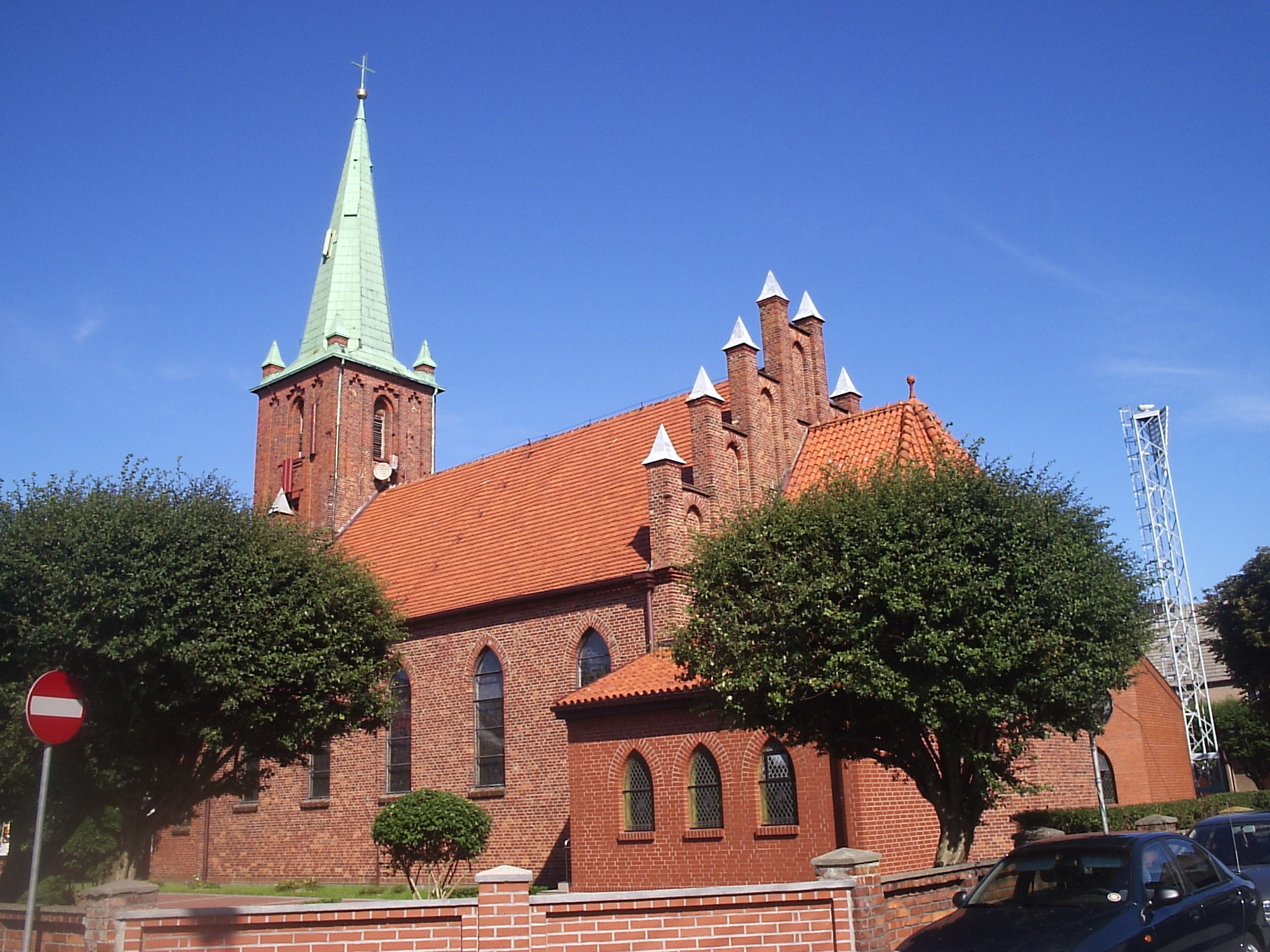
Neugotische Dorfkirche

Bereits während der Zeit des Deutschordensstaats war der in Gutsbezirke unterteilte Putziger Distrikt mit der Halbinsel Hela von Danzig aus verwaltet worden, das sich 1440 dem Preußischen Bund und 1466 freiwillig dem autonomen, unter der Schirmherrschaft der polnischen Krone stehenden Preußen Königlichen Anteils angeschlossen hatte.
Im 17. Jahrhundert wurde die Halbinsel Hela durch Kriege stark in Mitleidenschaft gezogen; im Herbst 1663 gab es in Kußfeld nur noch ein einziges Haus.
Durch die Erste Teilung Polen-Litauens 1772 kam das Gebiet um Neustadt und Putzig mit Kußfeld zum Königreich Preußen. Im Jahr 1785 wird Kusfeld als ein königliches Fischerdorf an der Ostsee auf der Insel Hela mit 27 Feuerstellen (Haushaltungen) bezeichnet. Im 19. Jahrhundert wurden das Fischereirecht für den Ostseestrand in der Umgebung, wie auch das Recht, dort Bernstein zu sammeln, vom Königlichen Domänenamt in Putzig in Pacht vergeben.
Kußfeld gehörte bis 1920 zum Kreis Putzig im Regierungsbezirk Danzig der Provinz Westpreußen des Deutschen Reichs.
Nach dem Ersten Weltkrieg 1920 musste der Kreis Putzig mit Kußfeld aufgrund der Bestimmungen des Versailler Vertrags zum Zweck der Einrichtung des Polnischen Korridors an Polen abgetreten werden. Durch den Überfall auf Polen 1939 kam das Territorium an das Reichsgebiet zurück. Das Putziger Kreisgebiet wurde größtenteils dem Kreis Neustadt in Westpreußen im neu gebildeten Reichsgau Danzig-Westpreußen einverleibt, zu dem Kußfeld bis 1945 gehörte.
Die Bürger von Kuźnica sind überwiegend Kaschuben. Die Fischerei und der Tourismus sind die Haupterwerbsquellen der Einwohner.

## Bevölkerungsentwicklung
| Jahr | Einwohner | Anmerkungen   |
| ---- | --------- | ------------- |
| 1816 | 185       | in 38 Häusern |
| 1871 | 395       | [ 7 ]         |
| 1905 | 479       | [ 8 ]         |

## Kirchspiel
Bis 1945 gehörten die Evangelischen von Kußfeld zum Kirchspiel der Stadt Hela, die Katholiken zum Kirchspiel von Putziger Heisternest.

### Katholische Dorfkirche (Fischerkirche)
Im Jahr 1840 hatte Bischof Anastazy Sedlak in Putziger Heisternest eine katholische Pfarrei einrichten lassen, die auch für die Ortschaften Kußfeld, Danziger Heisternest (Bór) und Hela zuständig war. Fortan mussten die Kußfelder Katholiken neunzig Jahre lang etwa acht Kilometer zur Kirche von Heisternest zurücklegen, wenn sie am Gottesdienst teilnehmen wollten. 1931 wurde die Entscheidung für den Bau einer eigenen Kirche getroffen und mit dem Bau einer Kirche im neugotischen Stil begonnen. Als Vorbild hierfür diente die Dorfkirche von Schwarzau. Bereits 1933 konnte die Kirche geweiht werden.
Die Kirche ist einschiffig, der Innenraum bescheiden dekoriert. Die Kirchenfenster wurden mit neun Glasmalereien verziert. Charakteristische Fischerelemente in der Kirche sind zum Beispiel die hölzerne Kanzel, die in Form eines Bootes von den Kußfeldern Einwohnern selbst angefertigt wurde. Linksseitig befinden sich zwei Gemälde, auf denen Jesus Christus und die Heilige Maria dargestellt sind. Der Hauptaltar ist mit einem Gemälde versehen, das den Kirchenpatron, Antonius von Padua, mit dem Jesuskind zeigt.
Die ersten Seelsorger waren Pfarrvikar Expositus Łosiński (ab 1. Januar 1933) und Franciszek Ksawery Szynalewski (ab 1. Juli 1933). Letzterer wurde vier Jahre später erster Pfarrer der Pfarrei Kuźnica. An ihn erinnert heute eine Gedenktafel in der Kirchenvorhalle.

## Verkehr
Der Ort hat einen Bahnhof an der Bahnstrecke Reda–Hel (Rheda – Hela).

## Sehenswürdigkeiten
Hauptattraktionen von Kuźnica sind, neben dem Ostseestrand, die Fischräuchereien und der kleine Fischereihafen auf der Seite der Putziger Bucht.
Jedes Jahr kommen alle katholischen Fischer der Halbinsel Hela am Gedenktag ihrer Schutzheiligen Peter und Paul in Kuźnica zusammen, um von dort eine Bootspilgerfahrt nach Puck (Putzig) zu unternehmen, um sich dort für die sichere Heimkehr von der See und einen guten Fang zu bedanken.